# Szent Rumbold
Szent Rumbold (nevnek változatai: Rumold, Romuold, Rumoldus (latin), Rombout (holland), Rombaut (francia)) feltehetően ír vagy skót származású keresztény hittérítő volt, Szent Gummarus társa és kísérője. Hittérítői tevékenységét, miután a pápa Rómában felszentelte, Szent Willibrord irányításával Brabant és Holland tartományokban végezte. 775-ben a belgiumi Mechelen közelében halt mártírhalált: gonosz cselekedeteik miatt kiállt két férfi ellen, akik aztán tőrbe csalták és meggyilkolták.
A hagyomány szerint Szent Himelin bátyja. Hugh Ward angol történetíró (ca. 1590-1635) szerint Rumbold Írországban született, egy skót király fia volt és később Dublin püspöke lett belőle, mielőtt a kontinensre ment téríteni.
A szent maradványait a tiszteletére elnevezett mecheleni Szent Rumbold-katedrálisban őrzik, egy gazdagon díszített arany ereklyetartóban. A katedrális kórusában található 25 festett tábla mutatja be a szent életét és cselekedeteit.
Szent Rumbold ünnepnapját a katolikus egyház és a nyugati rítusú ortodox egyház június 24-én ünnepli.

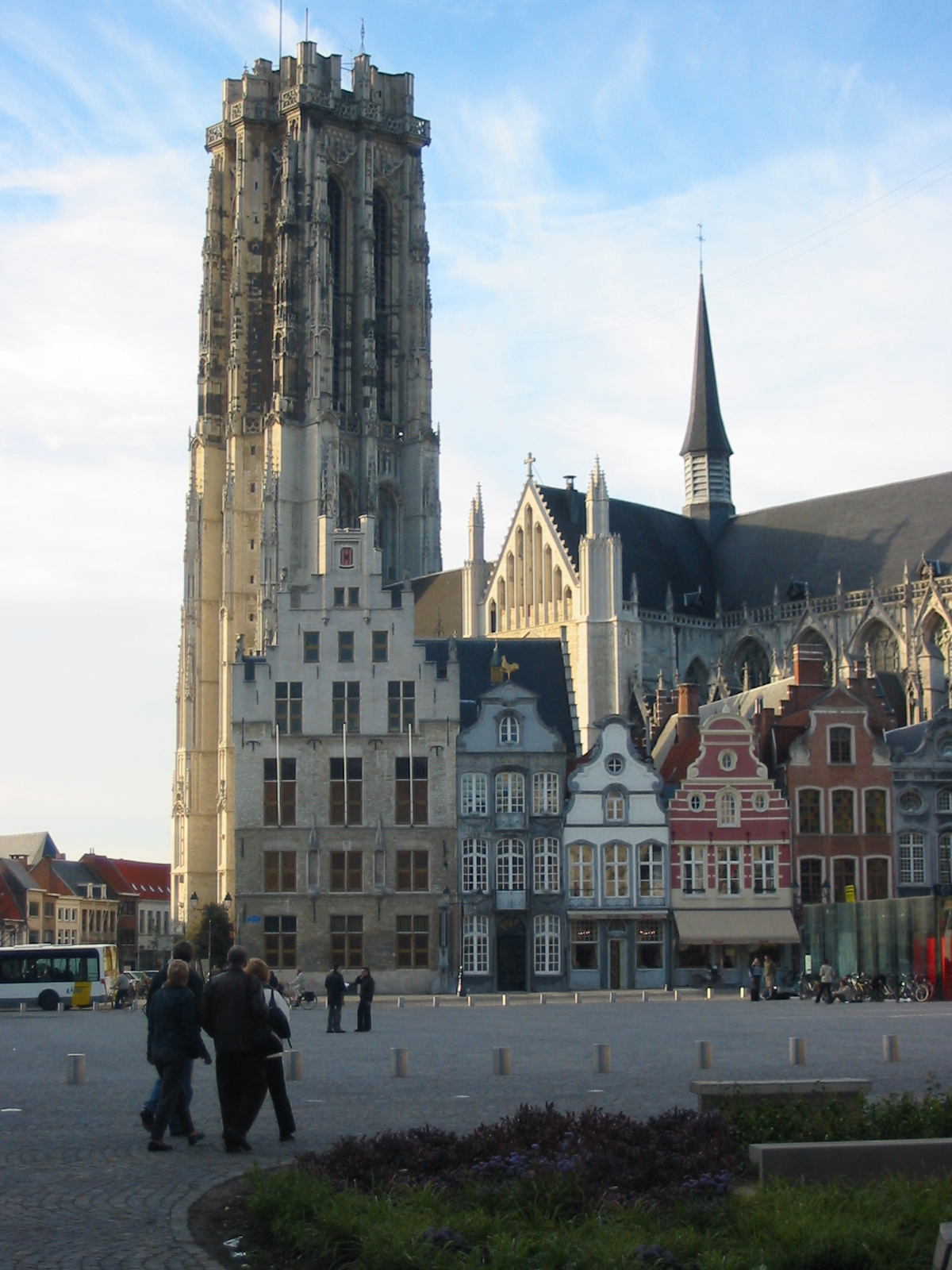
A mecheleni Szent Rumbold-katedrális